# Elaphoglossum hystrix
Elaphoglossum hystrix är en träjonväxtart som först beskrevs av Kze., och fick sitt nu gällande namn av Moore. Elaphoglossum hystrix ingår i släktet Elaphoglossum och familjen Dryopteridaceae. Inga underarter finns listade.